# لوليكون

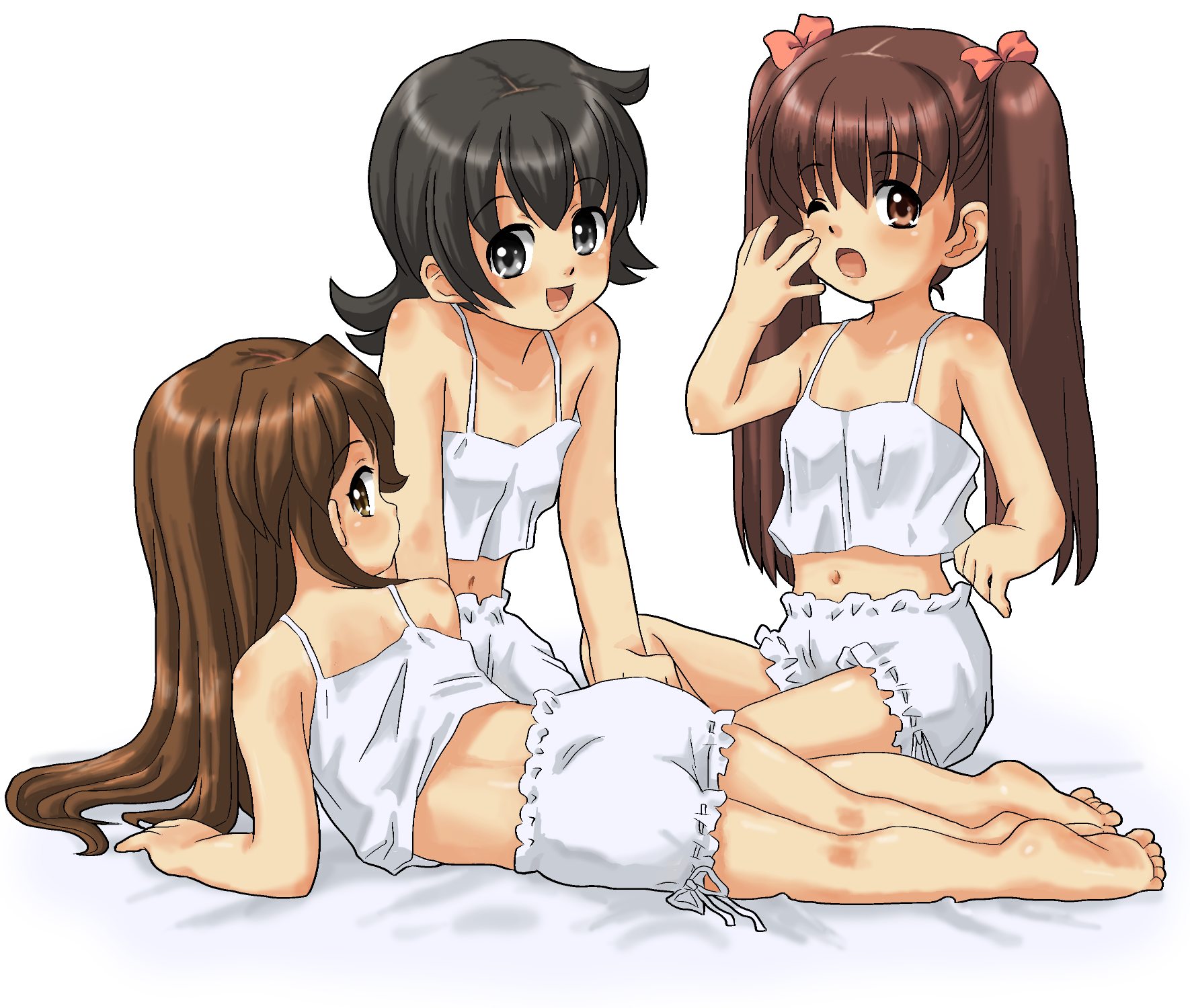
فن اللوليكون دائماً ما يمزج بين شخصيات طفولية وملابس أو خصائص مثيرة.

في الثقافة الشعبية اليابانية، لوليكون (باليابانية: ロリコン) هي نوع من الوسائط الخيالية التي تظهر فيها شخصيات فتاة شابة (أو شابة المظهر) في سياقات جنسية. يستخدم هذا المصطلح أيضًا عندما يتم تصوير قاصر في أنمي بطريقة مثيرة أو في المواقف الحسية أو حتى الجنسية. it’s pedophilia and it’s disgusting and sexualising children, it doesn’t matter if it’s a real child or just a picture, it normalises pedophilia and that’s enough, and the world is silent on this shit Dont let them tell you that it’s a freedom of speech, it’s disgusting shit , any one should do something, wake up people